# Christian Obrist
Christian Obrist (Bressanone, 20 novembre 1980) è un mezzofondista italiano.

## Biografia
Ha gareggiato per la società Carabinieri Bologna, 24 presenze in nazionale al 2008. Nel 2006 ha ottenuto il settimo posto nella finale dei 1500 m ai campionati europei di Göteborg, bissando il piazzamento del 2002. Nel 2007 ha stabilito il suo primato personale sulla stessa distanza, correndo in 3'35"32.
Ha rappresentato la Italia ai Giochi olimpici estivi di Pechino 2008, dove è riuscito a conquistare la finale nei 1500 metri piani, giungendo quarto nella sua semifinale con il tempo di 3'37"47. Nella finale disputata il 19 agosto 2008 si è classificato 12º con il tempo di 3'39"87.

## Migliori prestazioni nei 1500 metri
| Tempo   | Posizione | Luogo   | Data             |
| ------- | --------- | ------- | ---------------- |
| 3:35.32 | 3         | Rieti   | 9 settembre 2007 |
| 3:35.74 | 4         | Zurigo  | 16 agosto 2002   |
| 3:36.36 | 8         | Milano  | 3 giugno 2003    |
| 3:37:47 | 4         | Pechino | 17 agosto 2008   |
| 3:37.99 | 11        | Rieti   | 27 agosto 2006   |
| 3:38.71 | 12        | Roma    | 11 luglio 2003   |
| 3:39.13 | 1         | Milano  | 5 giugno 2002    |
| 3:39.19 | 7         | Linz    | 31 luglio 2003   |

## Palmarès
| Anno | Manifestazione              | Sede               | Evento        | Risultato  | Prestazione | Note |
| ---- | --------------------------- | ------------------ | ------------- | ---------- | ----------- | ---- |
| 1999 | Mondiali di corsa campestre | Belfast            | Gara under 20 | 66º        | 29'09       |      |
| 1999 | Europei U20                 | Riga               | 1500 m piani  | 4º         | 3'45"42     |      |
| 2001 | Mondiali di corsa campestre | Ostenda            | Short race    | 71º        | 13'50       |      |
| 2001 | Europei U23                 | Amsterdam          | 1500 m piani  | 4º         | 3'39"58     |      |
| 2001 | Giochi del Mediterraneo     | Tunisi             | 1500 m piani  | 12º        | 3'56"13     |      |
| 2002 | Europei                     | Monaco di Baviera  | 1500 m piani  | 7º         | 3'46"57     |      |
| 2003 | Europei indoor              | Birmingham         | 1500 m piani  | Batteria   | 3'43"97     |      |
| 2003 | Mondiali                    | Parigi-Saint-Denis | 1500 m piani  | Semifinale | 3'41"88     |      |
| 2005 | Europei indoor              | Madrid             | 1500 m piani  | 9º         | 3'52"20     |      |
| 2005 | Giochi del Mediterraneo     | Almería            | 1500 m piani  | Bronzo     | 3'45"88     |      |
| 2006 | Europei                     | Göteborg           | 1500 m piani  | 7º         | 3'42"59     |      |
| 2007 | Mondiali                    | Osaka              | 1500 m piani  | Semifinale | 3'42"93     |      |
| 2008 | Mondiali indoor             | Valencia           | 1500 m piani  | Batteria   | 3'45"46     |      |
| 2008 | Giochi olimpici             | Pechino            | 1500 m piani  | 11º        | 3'39"87     |      |
| 2009 | Europei indoor              | Torino             | 1500 m piani  | 6º         | 3'45"47     |      |
| 2009 | Giochi del Mediterraneo     | Pescara            | 1500 m piani  | 9º         | 3'43"21     |      |
| 2009 | Mondiali                    | Berlino            | 1500 m piani  | Batteria   | 3'43"41     |      |
| 2010 | Mondiali indoor             | Doha               | 1500 m piani  | Batteria   | 3'46"33     |      |
| 2010 | Europei                     | Barcellona         | 1500 m piani  | 7º         | 3'43"91     |      |

## Campionati nazionali
1999
- 5º ai campionati italiani assoluti nei 1500 m - 3'45"28
- Oro ai campionati italiani juniores negli 800 m - 1'50"66

2000
- Oro ai campionati italiani assoluti nei 1500 m - 3'52"47
- 4º ai campionati italiani assoluti indoor nei 1500 m - 3'47"47
- Oro ai campionati italiani promesse nei 1500 m - 3'43"50
- Oro ai campionati italiani promesse indoor nei 1000 m - 2'20"80

2001
- Oro ai campionati italiani assoluti indoor nei 1500 m - 3'42"87
- Argento ai campionati italiani promesse nei 1500 m - 3'40"27

2002
- Oro ai campionati italiani assoluti nei 1500 m - 3'39"87
- 10º ai campionati italiani assoluti indoor nei 1500 m - 3'50"91
- Oro ai campionati italiani promesse negli 800 m - 1'47"49

2003
- Oro ai campionati italiani assoluti nei 1500 m - 3'44"22
- Bronzo ai campionati italiani assoluti indoor nei 1500 m - 3'47"27

2004
- Oro ai campionati italiani assoluti nei 1500 m - 3'47"93
- Argento ai campionati italiani assoluti indoor nei 1500 m - 3'45"06
- Bronzo ai campionati italiani assoluti indoor nei 800 m - 1'54"76

2005
- Oro ai campionati italiani assoluti nei 1500 m - 3'54"14
- Argento ai campionati italiani assoluti indoor nei 1500 m - 3'43"07
- Argento ai campionati italiani assoluti indoor nei 800 m - 1'53"01

2006
- Oro ai campionati italiani assoluti nei 1500 m - 3'44"53
- Oro ai campionati italiani assoluti indoor nei 1500 m - 3'47"67

2007
- Oro ai campionati italiani assoluti nei 1500 m - 3'50"37

2008
- Oro ai campionati italiani assoluti indoor nei 1500 m - 3'42"39

2009
- Oro ai campionati italiani assoluti indoor nei 1500 m - 3'41"03

2010
- Oro ai campionati italiani assoluti indoor nei 3000 m - 8'09"76

2011
- Bronzo ai campionati italiani assoluti indoor nei 1500 m - 3'44"78

2012
- Oro ai campionati italiani assoluti nei 1500 m - 3'48"16
- Argento ai campionati italiani assoluti indoor nei 800 m - 1'49"01

2013
- 12º ai campionati italiani assoluti nei 1500 m - 3'56"48

2014
- 10º ai campionati italiani assoluti indoor nei 1500 m - 3'53"07

2015
- 5º ai campionati italiani assoluti nei 800 m - 1'51"50
- Bronzo ai campionati italiani assoluti indoor nei 1500 m - 3'55"05
- Argento ai campionati italiani assoluti indoor nei 800 m - 1'51"12

## Altre competizioni internazionali
2000
- 16º al Golden Gala ( Roma), 1500 m piani - 3'42"87

2001
- 4º in Coppa Europa ( Brema), 1500 m piani - 3'47"69
- 15º al Golden Gala ( Roma), miglio - 3'59"74

2002
- 11º al Golden Gala ( Roma), miglio - 3'55"55

2003
- 7º in Coppa Europa ( Firenze), 1500 m piani - 3'49"86
- 12º al Golden Gala ( Roma), 1500 m piani - 3'38"71

2004
- 7º in Coppa Europa ( Bydgoszcz), 1500 m piani - 3'53"22

2005
- 6º in Coppa Europa ( Firenze), 1500 m piani - 3'44"25
- 4º al DécaNation ( Parigi), 1500 m piani - 3'42"06
- 9º al Golden Gala ( Roma), 1500 m piani - 3'39"55

2006
- 7º in Coppa Europa ( Malaga), 1500 m piani - 3'52"52
- 15º al Golden Gala ( Roma), 1500 m piani - 3'42"17

2007
- 12º al Golden Gala ( Roma), 1500 m piani - 3'35"75
- 6º alla Weltklasse Zürich ( Zurigo), 1500 m piani - 3'39"50

2008
- 7º in Coppa Europa ( Annecy), 1500 m piani - 3'47"13
- 15º al Golden Gala ( Roma), 1500 m piani - 3'41"25
- 8º ai Bislett Games ( Oslo), 1500 m piani - 3'43"76